# Suzanne Opton
Suzanne Opton (14 de março de 1945 – 26 de julho de 2024) foi uma fotógrafa americana.
Para o seu livro de 2011, Soldier, Many Wars, ela tirou retratos de soldados americanos que haviam regressado recentemente da guerra. Em 2011, tornou-se membro da Fundação Memorial John Simon Guggenheim. O seu trabalho encontra-se incluído nas colecções do Museu Smithsoniano de Arte Americana e do Brooklyn Museum.